# Мирковы Уты
Мирковы Уты — село в Выгоничском районе Брянской области, в составе Утынского сельского поселения. Расположено в 1,5 км к западу от села Удельные Уты. Население — 39 человек (2010).
Единственная улица носит название Садовая.

## История
Основано не позднее XVI века; в Смутное время запустело (вновь заселено помещиками Саловыми к 1680-м гг.); в начале XVIII века приобретено генералом В. Д. Корчминым, позднее — владение Подлиневых, Баскаковых, Молчановых и др. 
 В отличие от Удельных (Вольных) Утов, крестьяне которого были дворцовыми, называлось Барскими (Господскими) Утами, а также Сергиевским — по церкви Сергия Радонежского (современное каменное строение сооружено в 1767 году).
Первоначально входило в Подгородный стан Брянского уезда; с последней четверти XVIII века до 1924 года входила в Трубчевский уезд (с 1861 — в составе Уручьенской волости). В XIX веке был устроен винокуренный завод (закрыт в 1925).
В 1924—1929 в Выгоничской волости Бежицкого уезда; с 1929 в Выгоничском районе, а в период его временного расформирования — в Трубчевском (1932—1940, 1965—1977), Почепском (1963—1965) районе.

## Достопримечательности
- Усадьба графа Гулевича — памятник архитектуры конца XVIII века.[2]
- Храм Сергия Радонежского (также называемый Покровским; действующий) — памятник архитектуры середины XVIII века.[3] [4]:206-210